# .iq
.iq는 이라크의 인터넷 국가 코드 최상위 도메인이다. Network Information Center of Iraq에서 관리한다.
등록은 다음 범주에 속한다.
- .iq – 일반
- gov.iq – 정부 기관
- edu.iq – 고등 교육 기관
- sch.iq – 공립 및 사립 학교
- com.iq – 무역부 및 기타 관련 당국이 인정한 상업 단체
- mil.iq – 군사 기관
- org.iq – 비영리 단체
- net.iq – 무역부가 인정한 네트워크 서비스 제공업체
- name.iq – 개인

## 제한사항
.iq 도메인 등록은 상업 수수료, 인터넷 서비스 제공업체, 비영리 단체, 고등 교육 및 과학 연구부에서 인정한 학교 및 민간 기관, 자연인, 이라크 시민 또는 거주자로 제한된다.